# Fuga da Alcatraz
Fuga da Alcatraz (Escape from Alcatraz) è un film del 1979 prodotto e  diretto da Don Siegel.
Il film, girato proprio nella prigione di Alcatraz 15 anni dopo la sua chiusura definitiva avvenuta nel 1963, si basa sul libro Escape from Alcatraz di J. Campbell Bruce, e descrive la vera storia dell'evasione di tre detenuti - Frank Morris e i fratelli John e Clarence Anglin - nella notte dell'11 giugno 1962.
La pellicola segna anche la quinta e ultima collaborazione tra il regista e Clint Eastwood, e il debutto cinematografico dell'attore Danny Glover, che fa un cameo nel ruolo di uno dei vari detenuti.

## Trama
Il 20 gennaio 1960, il rapinatore Frank Morris, dopo varie evasioni da altri penitenziari federali, viene condotto nella prigione di Alcatraz. Evadere dal penitenziario, circondato dal mare da tutti i lati, sembra un'impresa impossibile: in ventisei anni infatti nessuno c'è mai riuscito.
Frank, inizialmente, viene provocato continuamente da uno strano uomo molto robusto, Wolf Grace, che gli si mostra interessato sessualmente. Nella doccia egli tenta di molestarlo, ma non riesce nell'intento poiché Frank lo mette al tappeto. Il giorno dopo, durante l'ora d'aria, Wolf aggredisce Morris, e cerca di accoltellarlo. Frank si difende, evitando i colpi. La rissa viene sedata dalle guardie, ed entrambi i detenuti finiranno in isolamento; Frank per poco tempo, Wolf per sei mesi.
Con il passare del tempo, Morris si integra bene nel complesso carcerario, stabilendo un rapporto amichevole con diversi prigionieri, tra cui English, Charley Puzo, Chester Dalton, Tornasole e i due fratelli Anglin. English è un uomo di colore che ha ucciso due bianchi per legittima difesa, Charley Puzo è un semplice ladro di auto, Chester Dalton è un pittore, Tornasole è un eccentrico individuo, goloso di dolci e che tiene con sé un topolino, mentre i due fratelli John e Clarence Anglin sono due rapinatori di banche.
Quando il severo direttore scopre che Dalton sta realizzando un suo ritratto, gli revoca il permesso di dipingere, e gli fa requisire gli attrezzi da disegno. Dalton non sopporta la cosa, perde la testa, e mentre lavora in falegnameria,  si ferisce di proposito con un'accetta tagliandosi le dita di una mano di fronte ad un secondino inorridito. Dopodiché viene fatto portare via.
Nella dura atmosfera e nella disperazione di un carcere di massima sicurezza, Morris, insieme a Puzo e ai due fratelli Anglin, architetta un'evasione con l'intenzione di passare attraverso il condotto di aerazione che da ogni cella porta al piano superiore dell'edificio. Sfruttando l'indebolimento dei muri provocato dalla salsedine marina, il piano prevede di demolire il muro attorno ai bocchettoni, chiusi da una piccola griglia, grattandolo con un semplice tagliaunghie e creare quindi un passaggio per accedere ai condotti superiori. Di qui arrivare al tetto e, scavalcata la recinzione, attraversare le gelide acque della Baia di San Francisco  con una rudimentale zattera per arrivare a Angels Island. Per realizzare il piano, Tornasole e English procurano diversi materiali necessari alla fuga. Ognuno nella propria cella si mette al lavoro mentre il vicino di cella sorveglia e con il passare dei mesi, le parti di muro dietro la piccola griglia vengono distrutte e abilmente mascherate.
Durante un pranzo in mensa, Frank appoggia sul tavolo un crisantemo, che era stato piantato da Dalton e Tornasole. Il direttore requisisce il fiore e lo sbriciola con le mani. Tornasole si alza, in preda all'ira, ma accusa un malore improvviso e muore sul colpo.
I fratelli Anglin hanno finito di preparare la zattera col tessuto impermeabile e quindi è possibile effettuare finalmente la fuga. Durante la loro ultima ora d'aria, Wolf, uscito dall'isolamento, intende vendicarsi di Morris con un pezzo di vetro, ma interviene English che blocca Wolf e lo allontana, senza dare nell'occhio. La sera Morris saluta per l'ultima volta English e poco dopo inizia la fuga. Tre di loro scappano attraverso il foro dietro la griglia, ciascuno lasciando nel letto al proprio posto, un mucchio di stracci con una testa finta di cartapesta: Puzo, molto insicuro, decide di fuggire soltanto molti minuti dopo, per rinunciarci infine, non riuscendo ad accedere all'ultima botola che dà sul tetto, non avendo la capacità di elevazione necessaria. I tre arrivano sul tetto, quindi si calano sulla scogliera, Frank e i due fratelli preparano la zattera e iniziano la traversata.
La fuga viene scoperta la mattina dopo dalle guardie che trovano nel letto i manichini al posto dei detenuti. Inizia una massiccia operazione di caccia all'uomo per terra, mare e aria, ma tutto quel che si trova sono alcuni oggetti personali dei detenuti che galleggiano presso una spiaggia nella baia, dove il direttore trova anche un crisantemo simile a quelli apprezzati da Dalton e da Morris; inviperito, si autoconvince che la fuga sia fallita e che gli evasi siano morti nelle acque gelide.
Una didascalia finale informa che le ricerche non diedero alcun esito, e che Alcatraz venne chiuso meno di un anno dopo.

## Produzione
Per girare il film si dovette ricostruire una rete elettrica lunga quindici miglia al fine di riconnettere l'isola con l'elettricità proveniente da San Francisco; inoltre, fu necessario molto lavoro per ripristinare lo stato della prigione a come esso era nel 1963, ossia alla chiusura del complesso. Al termine del film molti dei miglioramenti, apportati per l'occasione, furono mantenuti intatti e permangono tuttora. La Paramount Pictures spese circa mezzo milione di dollari per i costi di manutenzione, riadattamento e ristrutturazione della prigione.
Nel film viene indicato Morris come la mente che ha pianificato la fuga, secondo altre fonti era John Anglin; secondo altri l'evasione era stata un'idea di Allen West, colui che poi restò in carcere: nel film non viene nominato, il suo personaggio è interpretato da Larry Hankin con il nome Charly Puzo (nell'originale Charlie Butts).
Le celle di Morris, John Anglin e Clarence Anglin erano rispettivamente la n. 138, 150 e 152, nel blocco B ("Michigan Avenue"); nel film sono state invece utilizzate altre celle, quelle del blocco C (“Broadway”).
La scena della pericolosa fuga dalle cancellate della prigione fino alla spiaggia e infine in acqua, non fu girata con controfigure, ma proprio con i tre attori, che in precedenza avevano seguito un'adeguata preparazione.

## Distribuzione

### Edizione italiana
Il doppiaggio italiano, eseguito dalla D.E.F.I.S. su dialoghi di Alberto Piferi, rappresenta una delle poche occasioni successive al 1976 in cui Eastwood non è doppiato da Michele Kalamera, qui sostituito da Antonio Colonnello.

## Accoglienza
Uscito negli Stati Uniti il 24 giugno 1979, il film venne proiettato in 815 sale cinematografiche, incassando la prima settimana 5.306.354 dollari. In totale guadagnò 64,5 milioni di dollari: 43 milioni negli Stati Uniti e altri 21,5 milioni all'estero. Roger Ebert lo definì «un ritratto teso e duro della vita in prigione, ed è anche un esempio magistrale di narrazione, in cui i personaggi dicono poco e la telecamera guida l'azione».